# Barrage de Gargar
Le barrage de Gargar est un barrage de type remblai, situé  sur le Rhiou au niveau de la commune de Oued Rhiou, dans la wilaya de Relizane, en Algérie. 

## Description
Le barrage de Gargar est construit par une entreprise japonaise entre 1984 et 1988. Le barrage est mis en service en 1989.Il est de type remblai, il mesure 90 mètres de haut, 400 mètres de longueur de crête et retient un volume de 450 millions m3 d'eau.